# بخش ساپتاری
بخش ساپتاری (به لاتین: Saptari District) یک بخش در نپال است که در استان شماره ۲ واقع شده‌است. بخش ساپتاری ۱٬۳۶۳ کیلومتر مربع مساحت دارد.